# نور الأمير
نور الأمير هي مؤلفة ومخرجة سعودية.

## أعمالها

### الأفلام
- جاري الجدار: فيلم روائي قصير.
- اللاص: فيلم وثائقي قصير عُرض لأول مرة عام 2017 في مهرجان أفلام السعودية.
- بلوغ: أنتج عام 2021، وتولت نور الأمير إخراج جزء من الفيلم بعنوان «كريمة سمية». عُرض الفيلم لأول مرة في مسابقة آفاق السينما العربية خلال فعاليات الدورة الثالثة والأربعين من مهرجان القاهرة السينمائي الدولي عام 2021.[1][2][3]
- قوارير: أنتج عام 2022.[4]

### الأعمال الأخرى التي شاركت فيها وليست من إخراجها
| السنة | اسم العمل | النوع | نوع المُشاركة     |
| ----- | --------- | ----- | ---------------- |
| 2023  | بيت طاهر  | مسلسل | شاركت في الكتابة |

## التكريمات والجوائز
فاز الفيلم الوثائقي القصير «اللاص» للمخرجة نور الأمير بجائزة أفضل فيلم وثائقي قصير للطلاب عام 2017 من مهرجان أفلام السعودية، وفي عام 2022، حصد فيلم قوارير الذي شاركت في إخراجه أربعة جوائز من مهرجان أفلام السعودية، وهي جوائز أفضل فيلم روائي طويل، وأفضل سيناريو منفذ وأفضل تصوير سينمائي بالإضافة إلى جائزة لجنة التحكيم الخاصة لأفضل تمثيل، كما فاز الفيلم في نفس العام بجائزة لجنة التحكيم الخاصة خلال فعاليات الدورة السادسة لمهرجان أسوان لأفلام المرأة، وحظي الفيلم أيضًا بتنويه خاص من لجنة التحكيم ضمن فعاليات النسخة الثالثة من مهرجان الدار البيضاء للفيلم العربي عام 2022.

## وصلات خارجية
- صفحة المخرجة على قاعدة بيانات الأفلام العربية